# ホイエルスヴェルダ

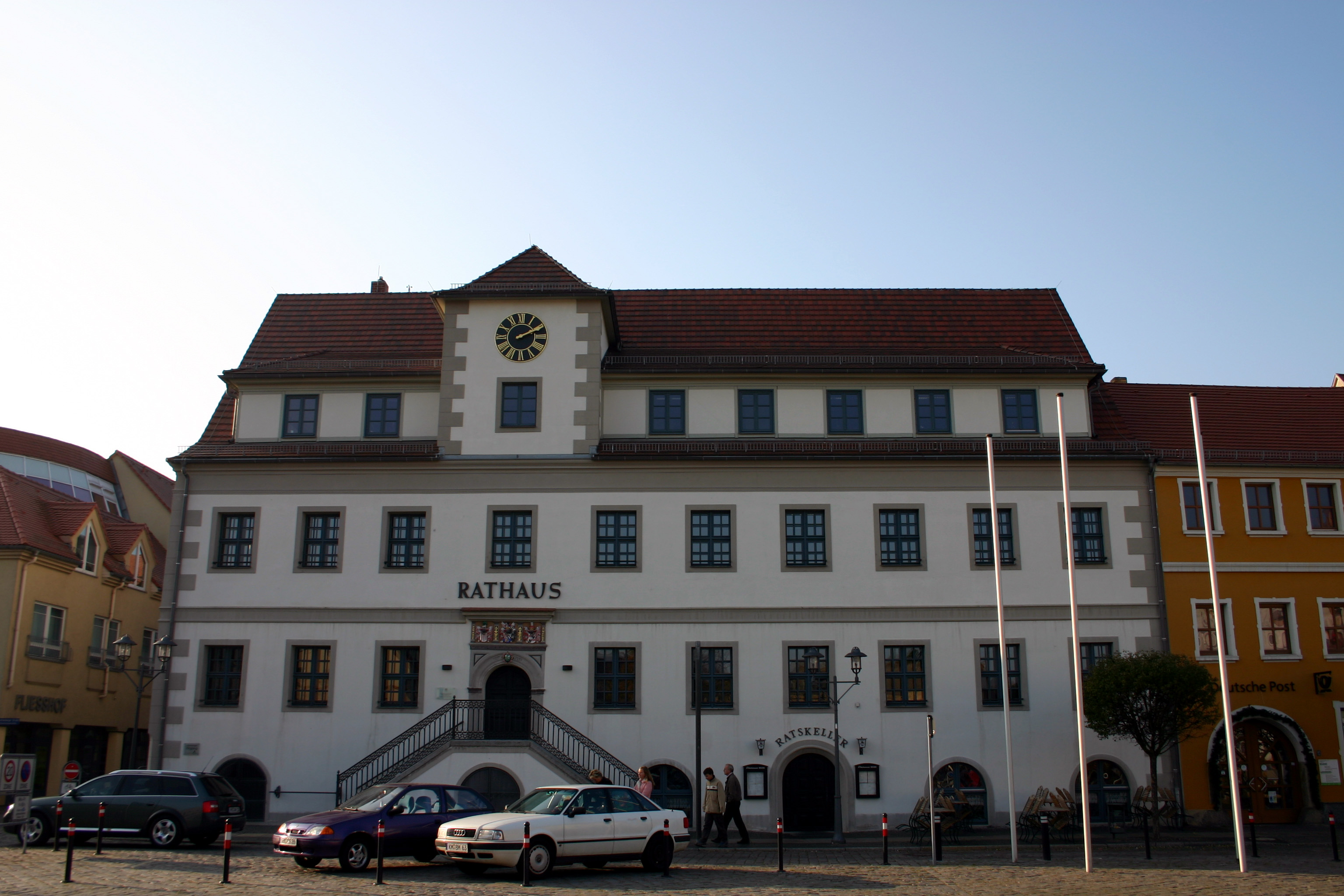
市庁舎

ホイエルスヴェルダ（Hoyerswerda）は、ドイツ連邦共和国の都市。ザクセン州に属する。人口は約31,000人。ドイツ東部の少数民族ソルブ人も居住している。ソルブ語ではWojerecyと呼ぶ。

## 地勢・産業
ブランデンブルク州との州境に近い。近隣の都市としては、約35キロ北にコトブス、30キロ南にバウツェン、60キロ南東にゲルリッツが位置している。ラウジッツ地方の都市である。

## 歴史
1371年、神聖ローマ皇帝のカール4世から市場特権を認められた。1423年には都市特権を得た。第二次世界大戦後、東ドイツ政権下で大規模な褐炭コンビナートが開発され、労働者居住区として「社会主義者ニュータウン」が設けられて人口が増加した。しかし、東西ドイツの統一後に自由主義経済に適応できず、街の産業は深刻な打撃を受けた。失業率も高く、ホイエルスヴェルダから急速に人口流出が進んだことで、約3分の1近くの人口が失われた。旧東独の多くの都市では人口が減少しているが、その中でもとりわけ人口減少率が高い（1990年：約6,5000人、現在：約31,000人）。

## 出身有名人
- トニー・ヤンチュケ - プロサッカー選手

## 引用
1. ↑  Bevölkerung der Gemeinden Sachsens am 31. Dezember 2023 – Fortschreibung des Bevölkerungsstandes auf Basis des Zensus vom 9. Mai 2011 (Gebietsstand 01.01.2023)
2. ↑  de:Einwohnerentwicklung von Hoyerswerda